# Aston Martin DBR5
Aston Martin DBR5, znany także jako Aston Martin DBR5/250 – samochód Formuły 1, zaprojektowany przez Teda Cuttinga i skonstruowany przez Aston Martin dla zespołu David Brown Corporation na sezon 1960. Po słabych wynikach modelu DBR4 w roku 1959 Aston Martin skonstruował lżejszy i mniejszy model DBR5 z nadzieją na to, że będzie szybszy i osiągnie lepsze wyniki. Jednakże samochód nie osiągnął dobrych wyników i po roku 1960 Aston Martin wycofał się z Formuły 1.

## Projekt
Aston Martin DBR5 w dużej mierze opierał się na DBR4: wykorzystywał to samo podwozie i układ silnika. Jednakże DBR5 był w stosunku do poprzednika mniejszy i lżejszy, posiadał także niezależne zawieszenie.
Gdy okazało się jednak, że samochód nie osiągał konkurencyjnych wyników w porównaniu do samochodów z silnikiem umieszczonym z tyłu, Aston Martin porzucił Formułę 1 i skoncentrował się na innych projektach.
Skonstruowano dwa modele DBR5, ale po wycofaniu się Aston Martina z Formuły 1 oba zostały zezłomowane w 1961 roku.

## Wyniki w Formule 1
| Legenda oznaczeń w tabelach wyników Wyświetl szablon na nowej stronie | Legenda oznaczeń w tabelach wyników Wyświetl szablon na nowej stronie                                                                     |
| Oznaczenie                                                            | Wyjaśnienie |
| --------------------------------------------------------------------- | --- |
| Złoty                                                                 | Zwycięzca lub mistrzostwo |
| Srebrny                                                               | 2. miejsce lub wicemistrzostwo |
| Brązowy                                                               | 3. miejsce lub II wicemistrzostwo |
| Zielony                                                               | Ukończył, punktował (w klasyfikacji generalnej, gdy zdobył co najmniej jeden punkt na przestrzeni sezonu, poza trzema powyższymi opcjami) |
| Niebieski                                                             | Ukończył, nie punktował (w klasyfikacji generalnej, gdy nie zdobył co najmniej jednego punktu na przestrzeni sezonu)                      |
| Czerwony                                                              | Nie zakwalifikował się (NZ) |
| Czerwony                                                              | Nie prekwalifikował się (NPK) |
| Różowy                                                                | Nie ukończył (NU) |
| Różowy                                                                | Niesklasyfikowany (NS) (w klasyfikacji generalnej, gdy nie został sklasyfikowany w żadnym wyścigu sezonu)                                 |
| Czarny                                                                | Zdyskwalifikowany (DK) |
| Czarny                                                                | Wykluczony (WYK/EX) |
| Biały                                                                 | Nie wystartował (NW) |
| Biały                                                                 | Kontuzjowany (K/INJ) |
| Biały                                                                 | Wyścig odwołany (OD/C) |
| Bez koloru                                                            | Został wycofany (WYC/WD) |
| Bez koloru                                                            | Nie przybył (NP/DNA) |
| Bez koloru                                                            | Nie brał udziału w treningach (NT/DNP) |
| Bez koloru                                                            | Nie został zgłoszony (–) |
| Pogrubienie                                                           | Start z pole position |
| Kursywa                                                               | Najszybsze okrążenie wyścigu |
| †                                                                     | Nie ukończył, ale jego rezultat został zaliczony ze względu na przejechanie więcej niż 90% dystansu wyścigu.                              |
| *                                                                     | Sezon w trakcie |
| 1/2/3                                                                 | Punktowana pozycja w sprincie kwalifikacyjnym                                                                                             |
| Lista systemów punktacji Formuły 1                                    | |

| Sezon | Zespół                  | Silnik          | Opony | Kierowcy            | 1   | 2   | 3   | 4   | 5   | 6   | 7   | 8   | 9   | 10  | Punkty | Miejsce |
| ----- | ----------------------- | --------------- | ----- | ------------------- | --- | --- | --- | --- | --- | --- | --- | --- | --- | --- | ------ | ------- |
| 1960  | David Brown Corporation | Aston Martin R6 | D     |                     | ARG | MCO | 500 | NLD | BEL | FRA | GBR | PRT | ITA | USA | 0      | –       |
| 1960  | David Brown Corporation | Aston Martin R6 | D     | Roy Salvadori       |     |     |     |     |     |     | NU  |     |     |     | 0      | –       |
| 1960  | David Brown Corporation | Aston Martin R6 | D     | Maurice Trintignant |     |     |     |     |     |     | 11  |     |     |     | 0      | –       |